# Антиподи

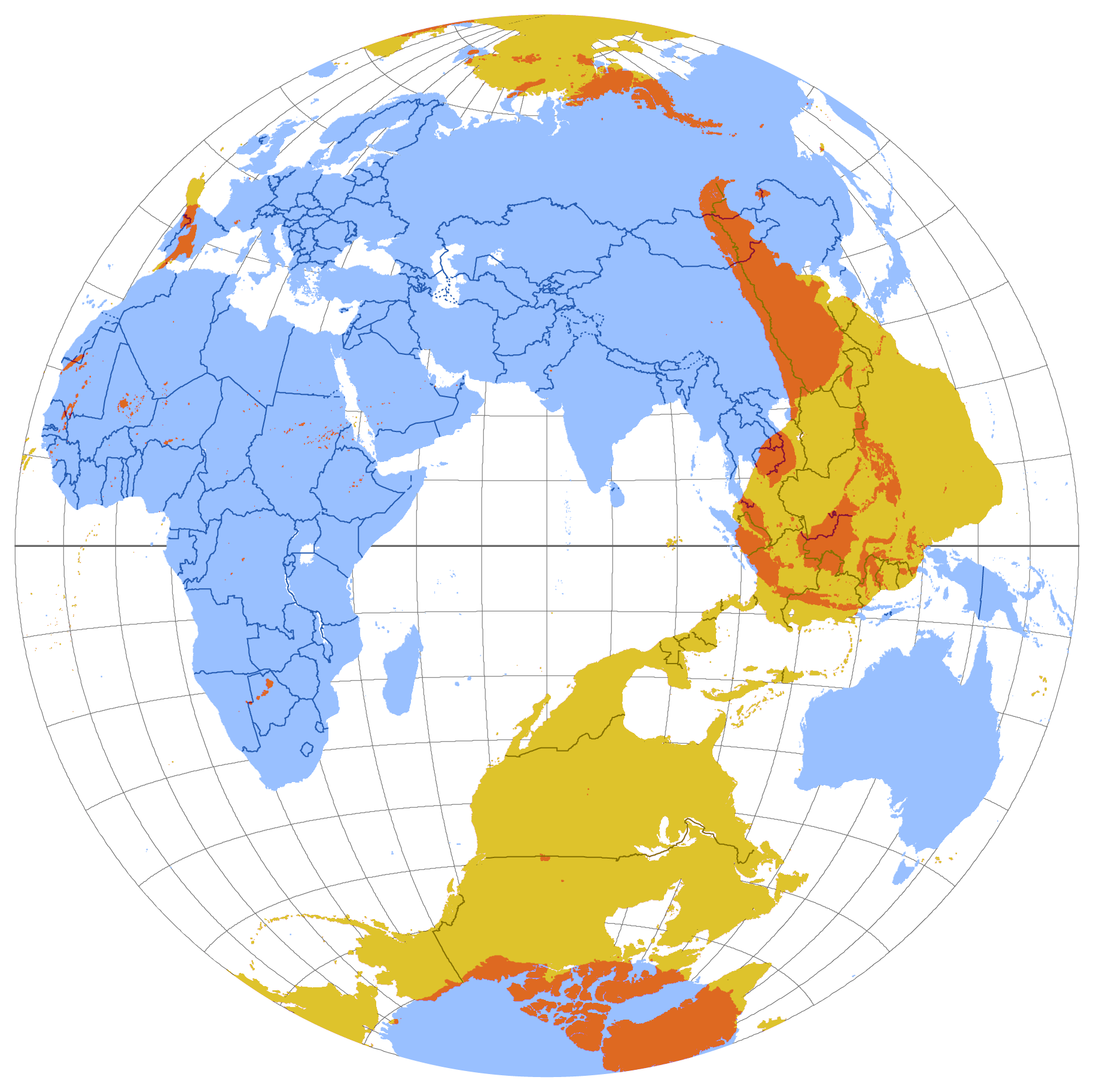
Глобус антиподів

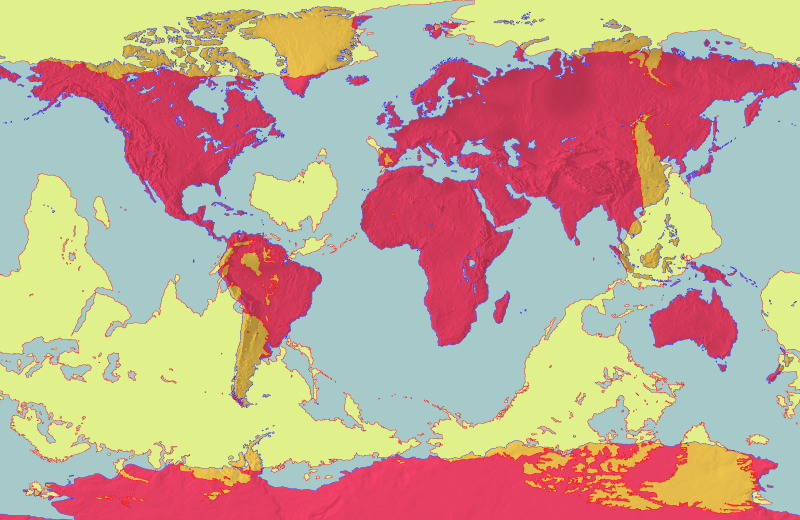
Антиподальна мапа світу

Антипо́ди (грец. Αντι — проти і πους, ποδος — нога) — в загальному розумінні те, що розташоване протилежно до іншого. Термін має кілька значень у різних дисциплінах. У переносному значенні може застосовуватися до будь-яких протилежних предметів, наприклад до людей із протилежними поглядами. Термін «антипод» був запроваджений і використовувався давньогрецькими географами, фізиками та філософами.

## Основні значення
- Жителі діаметрально протилежних пунктів земної кулі, або самі ці протилежні точки земної кулі.

Координати антиподальної точки можна обчислити за формулою:
{\displaystyle {\begin{aligned}&\varphi _{a}=\varphi '\\&\theta _{a}=\left(180^{\circ }-\theta \right)'\\\end{aligned}}},
де {\displaystyle \varphi } — широта, {\displaystyle \theta } — довгота, знак {\displaystyle '} означає перехід до широти й довготи протилежної півкулі.
- У математиці антиподи — протилежні щодо центру точки на сфері. Для кулі такі точки називаються діаметрально протилежними. Також можуть позначати будь-який інший об'єкт, повністю протилежний до першого (з вибраної точки зору, системи координат).

- В ботаніці — клітини, що утворюються в кінці зародкового мішка, протилежному пилковходові. У деяких рослин вони зовсім не утворюються, а швидко відмирають. Їхня роль ще не з'ясована.
- Переносно — люди з різко відмінними або протилежними поглядами чи рисами вдачі.

## У цирковому мистецтві
- Антипод - один із способів жонглювання. Це жонглювання ногами. Традиційні предмети реквізиту антиподистів - "колода", "сигара", "бочка", "карта", "бревно".

## У мистецтві
- Аліса (персонаж казки Л. Керролла), падаючи в кролячу нору, злякалася, що потрапить в країну антиподів, де все догори дриґом і їй доведеться стояти на голові.
- Володимир Висоцький написав «Пісню про антиподів» для музичного альбому «Аліса в країні чудес» за однойменною казкою Л. Керролла.